# Jangal (Zeitschrift)
Die Zeitschrift Jangal (persisch جنگل Dschangal, DMG Ǧangal, ‚Urwald‘) wurde 1917 von der Nehzat-e Dschangal („Jangali-Bewegung“, 1914–1921) in Gilan gegründet.
Die Zeitschrift war das Sprachrohr der Dschangali-Bewegung und wurde teilweise von Mirza Hoseyn Kasma’i (1862–1921) vom 9. Juni 1917 bis zum 28. Mai 1918 herausgegeben. Ihre Haltung und Kritik verbreiteten sie in insgesamt 31 Ausgaben mit Hilfe von literarischen Texten und kulturellen Symboliken. Viele Gedanken teilten sie dabei mit dem Nationalismus der staatlichen Eliten: das Streben nach Vereinbarkeit von Islam, iranischem Nationalismus und Sozialismus.